# Andrena schlettereri
Andrena schlettereri là một loài Hymenoptera trong họ Andrenidae. Loài này được Friese mô tả khoa học năm 1896.